# نیازاغه
نیازاغه یک روستا در ایران است که در دهستان مالمیر واقع شده‌است. نیازاغه ۱۹۳ نفر جمعیت دارد.